# Bruno Silva (peleador)
Bruno Arruda da Silva (Cajazeiras, Paraíba, Brasil, 13 de julio de 1989) es un artista marcial mixto brasileño que compite en la división de peso medio de Ultimate Fighting Championship.

## Primeros años
Empezó a entrenar en 2009 y, después de tres meses, tuvo su primer combate. Al principio, fue por curiosidad porque en el interior de Paraíba no había mucha cultura de lucha, pero después de tres meses de entrenamiento, perdió a su padre y la lucha fue una terapia.

## Carrera en las artes marciales mixtas

### Inicios
Al convertirse en profesional en 2010 hasta 2012, llevó una racha de 6-5 en 11 combates. Acumuló un récord de 9-5 en el circuito regional brasileño antes de probar en The Ultimate Fighter: Brazil 3 en 2013. Luego encadenó 14 victorias en sus últimos 16 combates. Vivía en el noreste de Brasil, en una ciudad muy pequeña que no tenía estructura de MMA, teniendo que trabajar en otras profesiones. Atribuyó su cambio a la dedicación a su carrera deportiva después de 2012.

### The Ultimate Fighter: Brazil
Pasó las pruebas, avanzando a la ronda preliminar donde, sin embargo, fue noqueado por Vitor Miranda, y fue eliminado de la temporada.

### Circuito ruso
Después de las pruebas de TUF acumuló siete victorias más con una derrota, y firmó con Russian Cagefighting Championship. Hizo su debut en la promoción contra Gennadiy Kovalev en RCC 2 el 24 de febrero de 2018. Ganó el combate por KO en el primer asalto.
Luego firmó con M-1 Global e hizo su debut en la promoción contra Alexander Shlemenko en M-1 Challenge 93 - Shlemenko vs. Silva el 1 de junio de 2018. Ganó el combate por KO en el primer asalto.
La victoria lo alineó para un combate contra Artem Frolov por el Campeonato de Peso Medio de M-1 Global que tuvo lugar en M-1 Challenge 98 - Frolov vs. Silva el 2 de noviembre de 2018. Se proclamó campeón por TKO en el cuarto asalto.

### Ultimate Fighting Championship
Se esperaba que se enfrentara a Deron Winn el 22 de junio de 2019 en UFC Fight Night: Moicano vs. Korean Zombie. El 16 de junio, se informó de que se vio obligado a retirarse del concurso debido a una posible infracción antidopaje por parte de la USADA y fue sustituido por el veterano Eric Spicely que regresó. En enero de 2020, salió a la luz la noticia de que fue suspendido durante dos años por dar positivo por boldenona, pero en ese momento la USADA no confirmó la noticia debido a la audiencia pendiente. Finalmente, a finales de junio de 2020, la USADA anunció la suspensión, afirmando que sería elegible para volver a competir después del 14 de junio de 2021.
Debutó en la UFC contra Wellington Turman el 19 de junio de 2021 en UFC on ESPN: The Korean Zombie vs. Ige. Ganó el combate por KO en el primer asalto.
Se enfrentó a Andrew Sanchez el 16 de octubre de 2021 en UFC Fight Night: Ladd vs. Dumont. Ganó el combate por TKO en el tercer asalto. Esta victoria le valió el premio a la Actuación de la Noche.
Se enfrentó a Jordan Wright el 11 de diciembre de 2021 en UFC 269. Ganó el combate por TKO en el primer asalto. Esta victoria le valió el premio a la Actuación de la Noche.
Se enfrentó a Alex Pereira el 12 de marzo de 2022 en UFC Fight Night: Santos vs. Ankalaev. Perdió el combate por decisión unánime.
Se enfrentó a Gerald Meerschaert el 13 de agosto de 2022 en UFC on ESPN: Vera vs. Cruz. Perdió el combate por sumisión en el tercer asalto.

## Vida personal
Él y su prometida tienen una hija, Laura (nacida en 2020).

## Campeonatos y logros
- Ultimate Fighting Championship
  - Actuación de la Noche (dos veces) vs. Andrew Sanchez y Jordan Wright[18][21]
- M-1 Global
  - Campeonato de Peso Medio de M-1 Global (una vez; ex)

## Récord en artes marciales mixtas
| Resultado | Récord | Oponente              | Método                                     | Evento                                 | Fecha                    | Ronda | Tiempo | Localización                | Notas |
| --------- | ------ | --------------------- | ------------------------------------------ | -------------------------------------- | ------------------------ | ----- | ------ | --------------------------- | --- |
| Derrota   | 23-11  | Chris Weidman         | Decisión técnica (unánime)                 | UFC on ESPN: Blanchfield vs. Fiorot    | 30 de marzo de 2024      | 3     | 2:18   | Atlantic City, Nueva Jersey | Originalmente declarada una victoria por TKO (golpes) para Weidman; Cambiada a decisión por la Comisión Atlética debido a que Silva sufrió un piquete de ojo que llevó a la parada. |
| Derrota   | 23-10  | Sharabutdin Magomedov | Decisión (unánime)                         | UFC 294                                | 21 de octubre de 2023    | 3     | 5:00   | Abu Dhabi                   | |
| Derrota   | 23-9   | Brendan Allen         | Sumisión (rear-naked choke)                | UFC on ABC: Emmett vs. Topuria         | 24 de junio de 2023      | 1     | 4:39   | Jacksonville, Florida       | |
| Victoria  | 23-8   | Brad Tavares          | TKO (puñetazos)                            | UFC Fight Night: Pavlovich vs. Blaydes | 22 de abril de 2023      | 1     | 3:35   | Nevada                      | |
| Derrota   | 22-8   | Gerald Meerschaert    | Sumisión (estrangulamiento por guillotina) | UFC on ESPN: Vera vs. Cruz             | 13 de agosto de 2022     | 3     | 1:39   | San Diego, California       | |
| Derrota   | 22-7   | Alex Pereira          | Decisión (unánime)                         | UFC Fight Night: Santos vs. Ankalaev   | 12 de marzo de 2022      | 3     | 5:00   | Las Vegas, Nevada           | |
| Victoria  | 22-6   | Jordan Wright         | TKO (puñetazos)                            | UFC 269                                | 11 de diciembre de 2021  | 1     | 1:28   | Las Vegas, Nevada           | Actuación de la Noche. |
| Victoria  | 21-6   | Andrew Sanchez        | TKO (puñetazos)                            | UFC Fight Night: Ladd vs. Dumont       | 16 de octubre de 2021    | 3     | 2:35   | Las Vegas, Nevada           | Actuación de la Noche. |
| Victoria  | 20-6   | Wellington Turman     | KO (puñetazos)                             | UFC on ESPN: The Korean Zombie vs. Ige | 19 de junio de 2021      | 1     | 4:45   | Las Vegas, Nevada           | |
| Victoria  | 19-6   | Artem Frolov          | TKO (puñetazos)                            | M-1 Challenge 98: Frolov vs. Silva     | 2 de noviembre de 2018   | 4     | 3:36   | Cheliábinsk                 | Ganó el Campeonato de Peso Medio de M-1 Global. |
| Victoria  | 18-6   | Alexander Shlemenko   | KO (puñetazos)                             | M-1 Challenge 93: Shlemenko vs. Silva  | 1 de junio de 2018       | 1     | 2:54   | Cheliábinsk                 | |
| Victoria  | 17-6   | Gennadiy Kovalev      | KO (rodillazo)                             | RCC 2                                  | 24 de febrero de 2018    | 1     | 4:10   | Cheliábinsk                 | |
| Victoria  | 16-6   | Matheus Mussato       | TKO (puñetazos)                            | Katana Fight 4                         | 25 de noviembre de 2017  | 1     | 1:10   | Colombo                     | |
| Derrota   | 15-6   | Moise Rimbon          | Sumisión (kimura)                          | Phoenix FC 1                           | 10 de diciembre de 2016  | 2     | 4:12   | Zouk Mikael                 | |
| Victoria  | 15-5   | Tiago Varejão         | Decisión (unánime)                         | Imortal FC 4                           | 21 de mayo de 2016       | 3     | 5:00   | São José dos Pinhais        | |
| Victoria  | 14-5   | Flavio Magon          | Decisión (unánime)                         | Imortal FC 2                           | 13 de diciembre de 2015  | 3     | 5:00   | São José dos Pinhais        | |
| Victoria  | 13-5   | Rodrigo Carlos        | KO (puñetazos)                             | Aspera FC 24                           | 12 de septiembre de 2015 | 1     | 1:56   | São José                    | |
| Victoria  | 12-5   | Fabio Aguiar          | TKO (puñetazos)                            | Iron Fight Combat 8                    | 6 de junio de 2015       | 2     | 3:09   | Feira de Santana            | |
| Victoria  | 11-5   | Alex Junius           | TKO                                        | Curitiba Fight Pro 3                   | 7 de marzo de 2015       | 1     | 4:59   | Curitiba                    | |
| Victoria  | 10-5   | José de Batista Neto  | TKO (puñetazos)                            | The Hill Fighters 3                    | 20 de septiembre de 2014 | 1     | 1:29   | Bento Gonçalves             | Combate de peso acordado (196 libras). |
| Victoria  | 9-5    | Douglas Almeida       | KO (puñetazos)                             | Crajubar Fight 2                       | 6 de julio de 2013       | 1     | 3:16   | Juazeiro do Norte           | |
| Victoria  | 8-5    | Cássio de Oliveira    | KO (puñetazos)                             | Crajubar Fight 2                       | 6 de julio de 2013       | 1     | 2:39   | Juazeiro do Norte           | |
| Victoria  | 7-5    | Janio da Silva Dantas | TKO (puñetazos)                            | Crajubar Fight                         | 30 de marzo de 2013      | 1     | 2:50   | Juazeiro do Norte           | |
| Victoria  | 6-5    | Savio Montenegro      | TKO (puñetazos)                            | Xoperia Fight 2                        | 22 de septiembre de 2012 | 1     | 3:27   | Crato                       | |
| Derrota   | 5-5    | Cássio de Oliveira    | Sumisión (gancho de talón)                 | Carpina Fighting Championship 2        | 2 de junio de 2012       | 1     | 3:52   | Carpina                     | |
| Derrota   | 5-4    | Felipe Dantas         | Sumisión (estrangulamiento del brazo)      | Paradise Fighting RN                   | 10 de marzo de 2012      | 1     | 1:36   | Canguaretama                | |
| Victoria  | 5-3    | Thiago Buarque        | TKO (puñetazos)                            | Campina Show Fight 3                   | 27 de octubre de 2011    | 2     | 4:12   | Campina Grande              | |
| Victoria  | 4-3    | Felipe Kezen          | Decisión (dividida)                        | Camaragibe Fight Championship          | 23 de agosto de 2011     | 3     | 5:00   | Camaragibe                  | |
| Derrota   | 3-3    | Savio Montenegro      | Descalificación (patada ilegal)            | Ceara Fighters Championship 2          | 8 de julio de 2011       | 3     | 2:39   | Juazeiro do Norte           | |
| Victoria  | 3-2    | Eduardo Mahal         | KO (puñetazos)                             | Campina Show Fight 2                   | 1 de abril de 2011       | 2     | 2:13   | Campina Grande              | |
| Derrota   | 2-2    | Isac Almeida          | Sumisión (estrangulamiento del brazo)      | Desafio Fighter 5                      | 25 de febrero de 2011    | 1     | 2:51   | Cajazeiras                  | |
| Victoria  | 2-1    | Alisson Moura         | TKO (puñetazos)                            | Desafio Fighter 4                      | 11 de diciembre de 2010  | 1     | 4:02   | Ipaumirim                   | |
| Derrota   | 1-1    | Rodrigo Carlos        | Sumisión (estrangulamiento por detrás)     | Desafio Fighter 3                      | 24 de julio de 2010      | 1     | 2:50   | Paraíba                     | |
| Victoria  | 1-0    | Junior Pitbull        | TKO (lesión en la rodilla)                 | Champions Night 14                     | 5 de junio de 2010       | 2     | 2:55   | Fortaleza                   | Debut en el peso medio. |